# Synagogue Éliyahu Hanavi

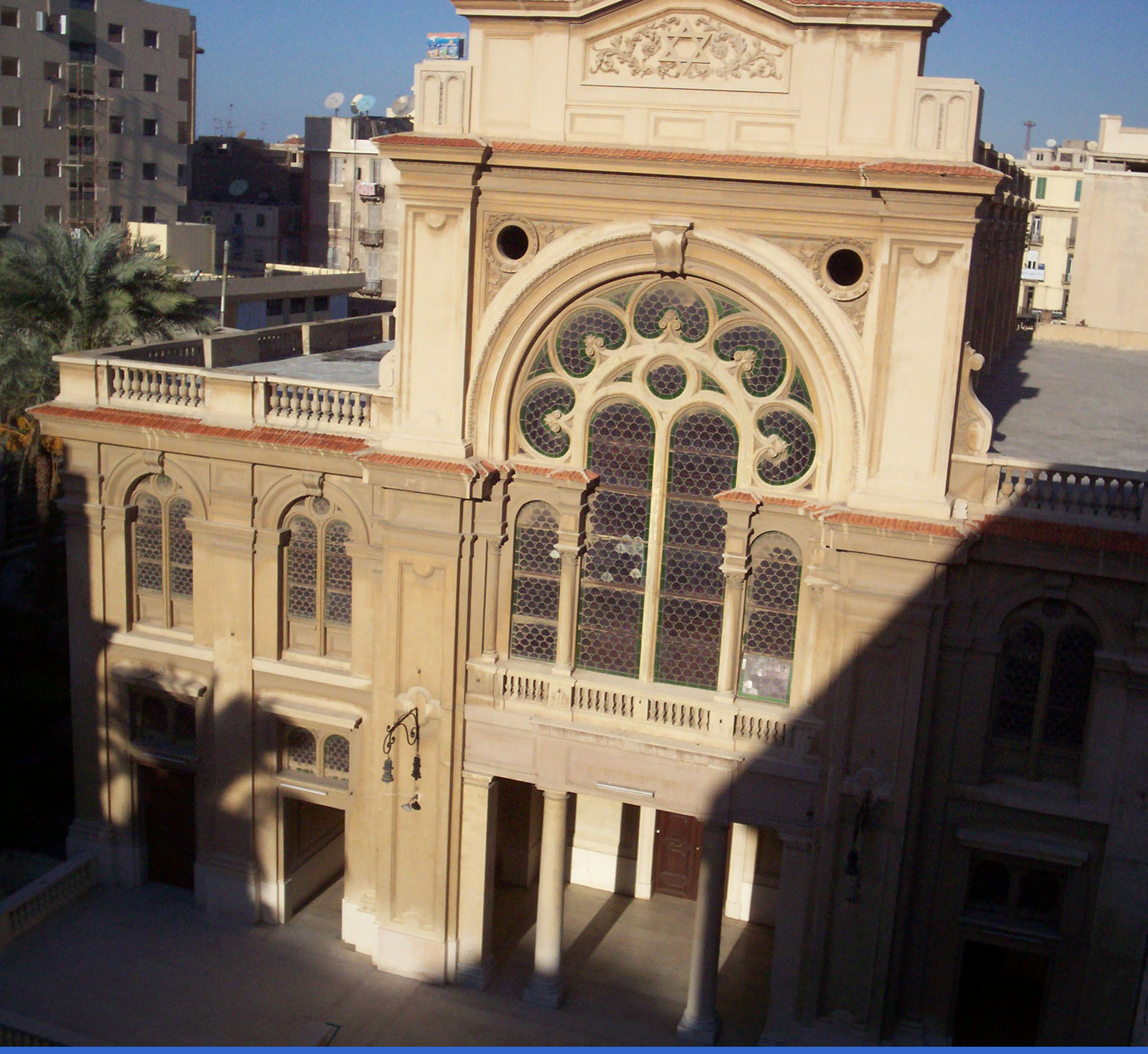
Façade de la synagogue.

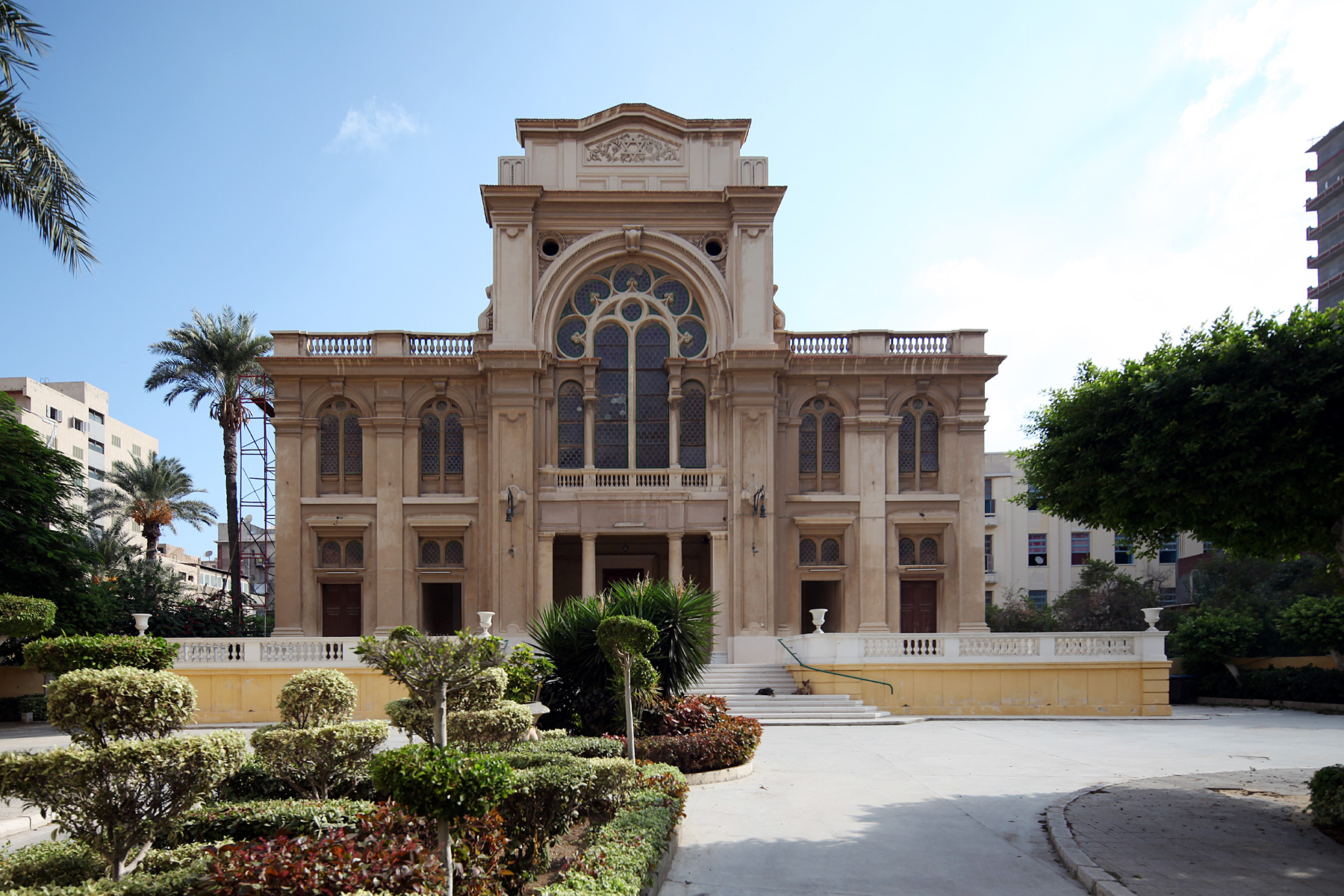
Façade de la synagogue.

La synagogue Éliyahu Hanavi (« du prophète Élie ») est la plus grande synagogue du Moyen-Orient hors Israël, située rue Nabi-Danial, dans le centre-ville d'Alexandrie, en Égypte. 

## Histoire
Originellement construit en 1354, la synagogue est citée par rabbi Ovadia ben Abraham de Bertanora en 1487, sous le nom de « synagogue Elie ». Elle est également appelée « Diofloston d'Alexandrie » dans le Talmud. Pouvant accueillir 700 fidèles, sa grandeur est décrite dans le traité Soucca des Tossafistes. 
Le bâtiment est bombardé par les Français lors de la Campagne d'Égypte en 1798. La synagogue est reconstruite en 1850 par un architecte italien, grâce à l'appui de sir Moïse Montefiore, avec des contributions de Muhammad Ali, et appelée alors « Nouvelle synagogue ». 
Par la suite, la synagogue est partiellement en activité compte tenu de la diminution du nombre de Juifs à Alexandrie après la création d'Israël en 1948,.
En 2012, la synagogue est fermée pendant les grandes Fêtes pour des raisons de sécurité. Sa détérioration  s'accentuant, elle est inscrite sur la liste des monuments en péril du fonds mondial pour les monuments,.
En 2017, le gouvernement égyptien annonce un vaste projet de restauration de la synagogue, à hauteur de 40 millions de livres égyptiennes.
En janvier 2020, s'achève la rénovation de la synagogue, événement célébré lors d'une cérémonie officielle. Elle rassemble quelque 300 invités, dont le ministre des Antiquités égyptiennes et du tourisme. Le bâtiment ne pouvant fonctionner par manque de fidèles, il deviendra un musée visité par les touristes.

## Galerie

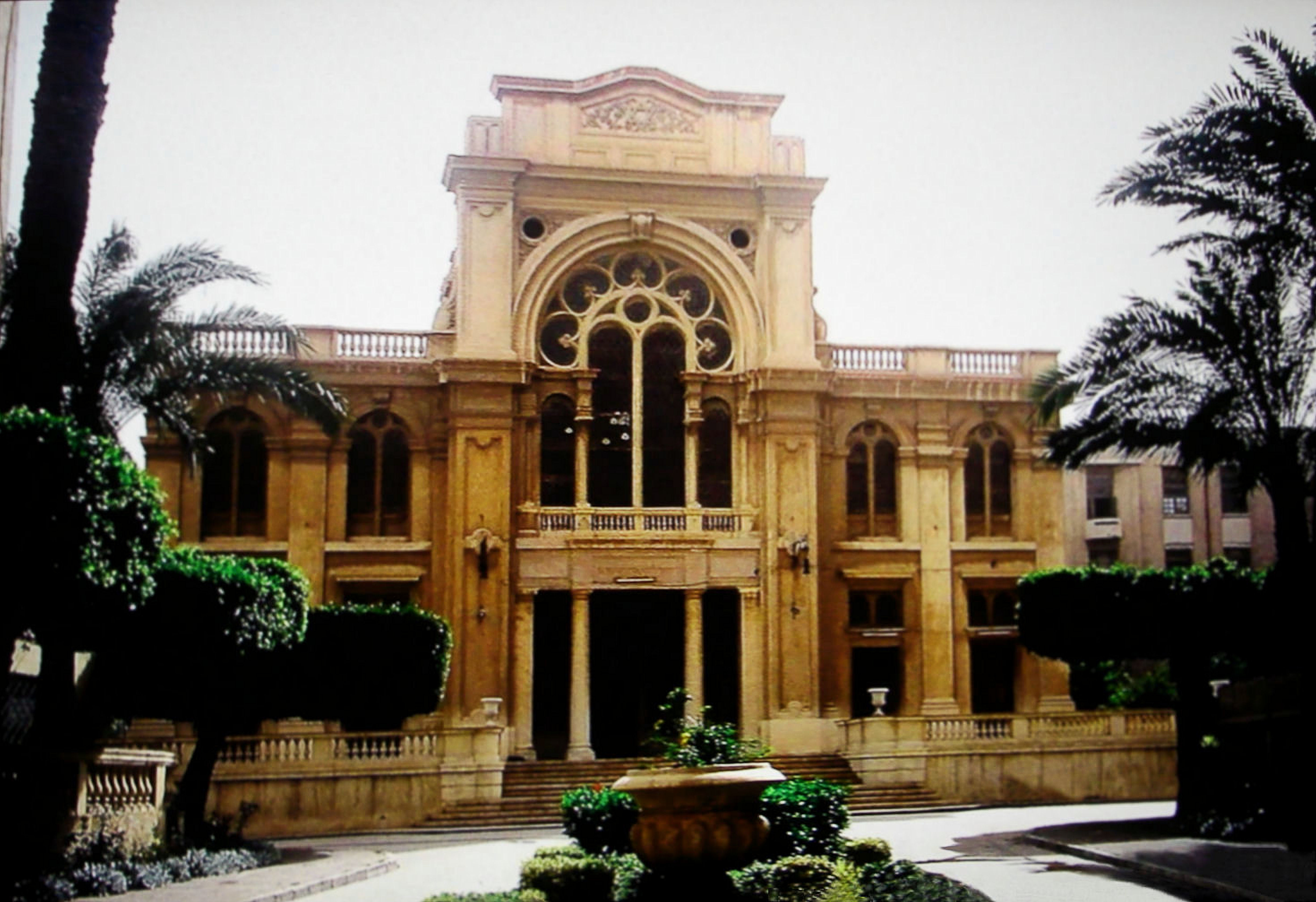
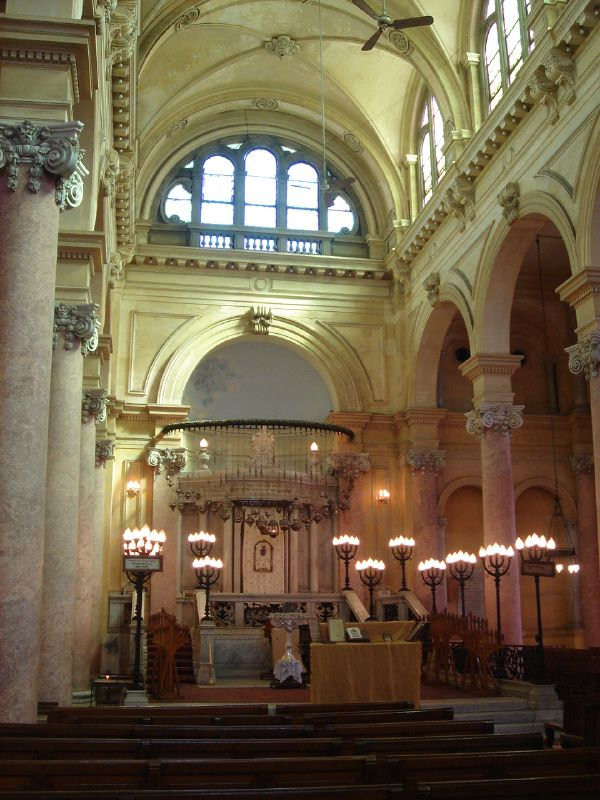
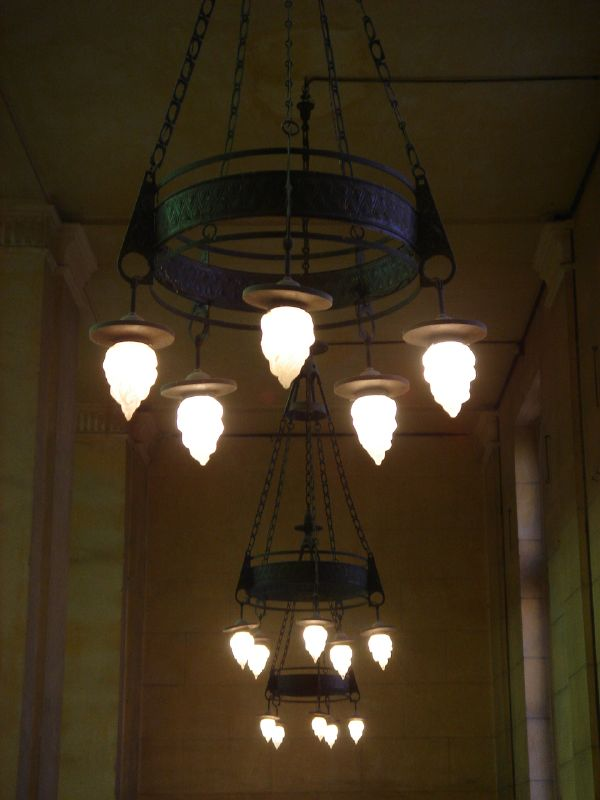
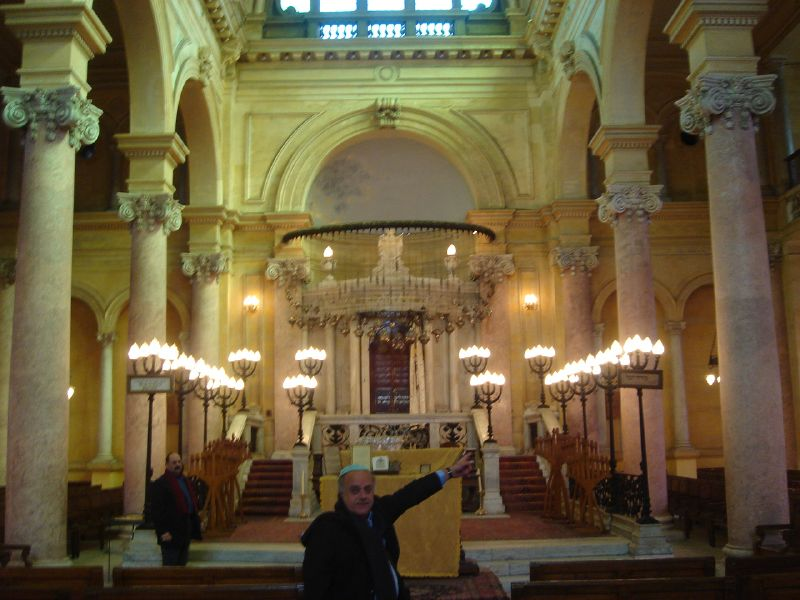
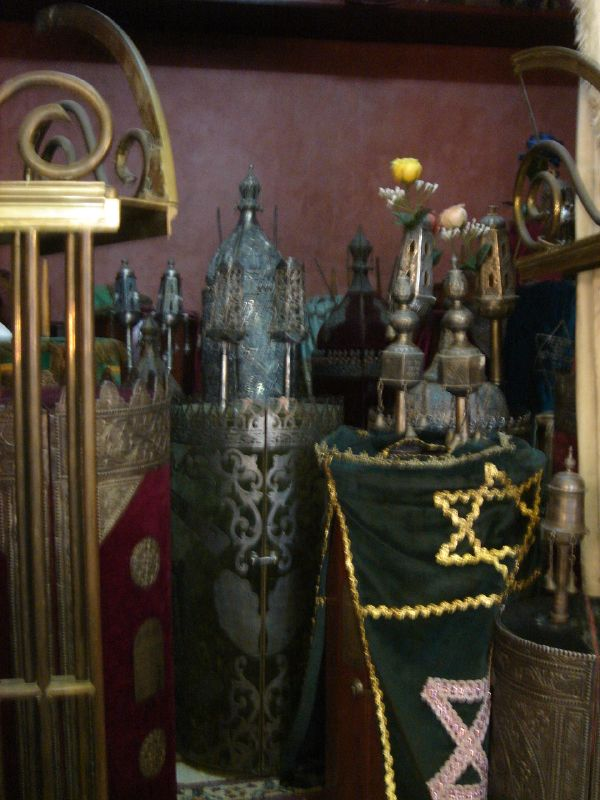
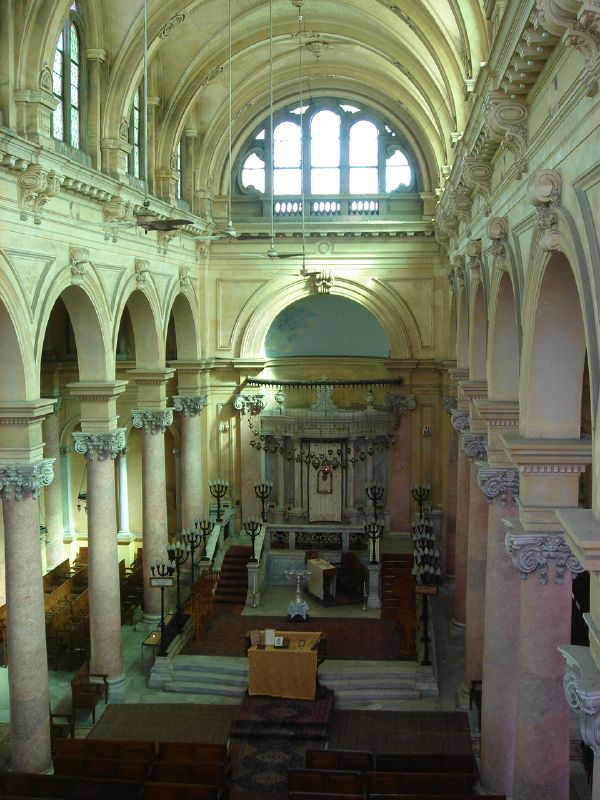
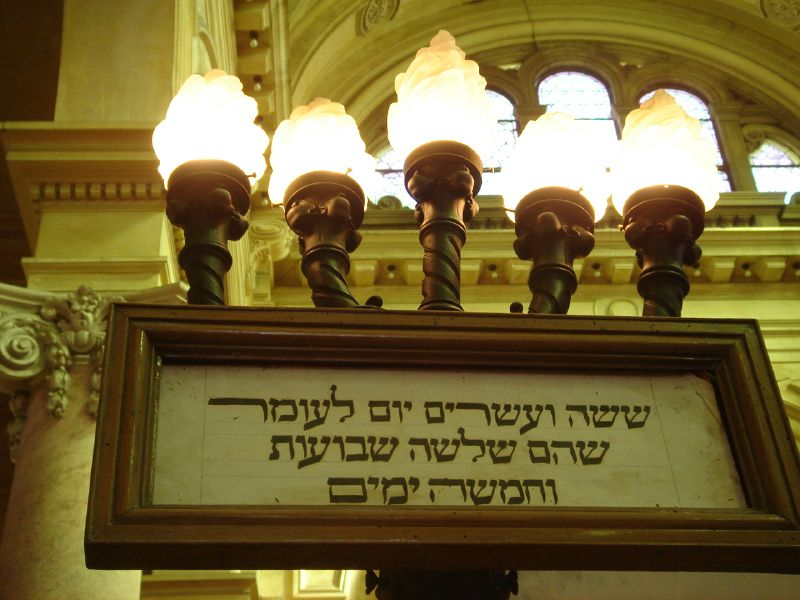
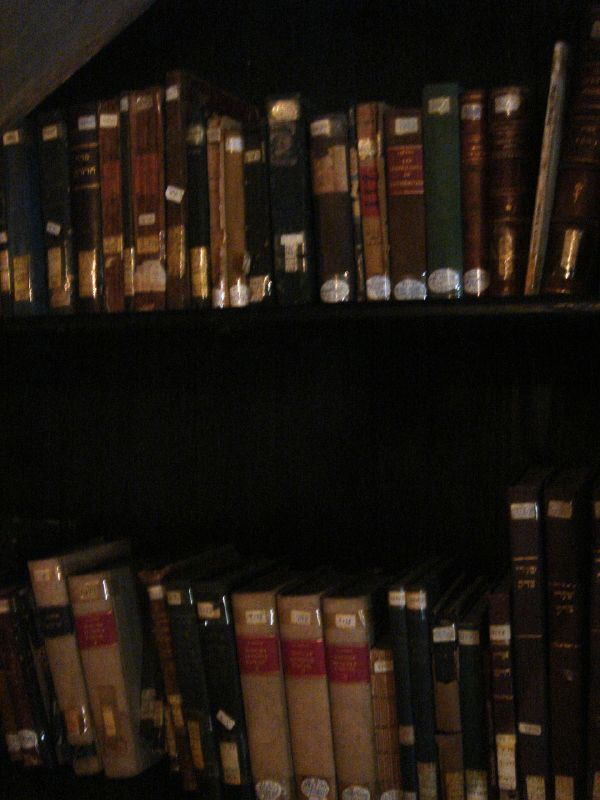
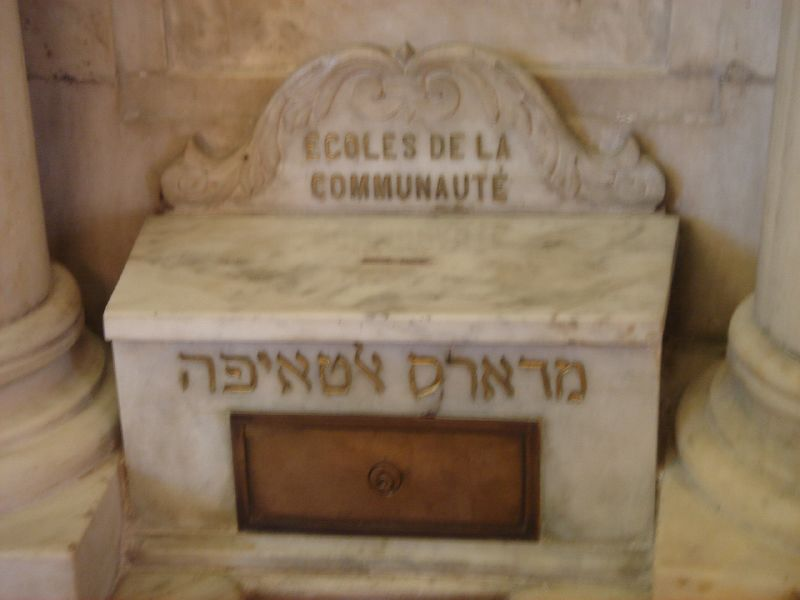
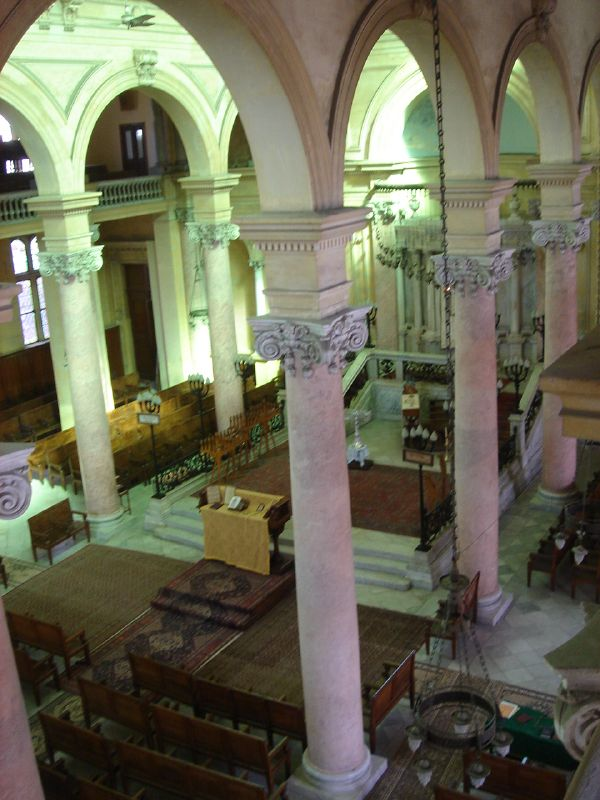
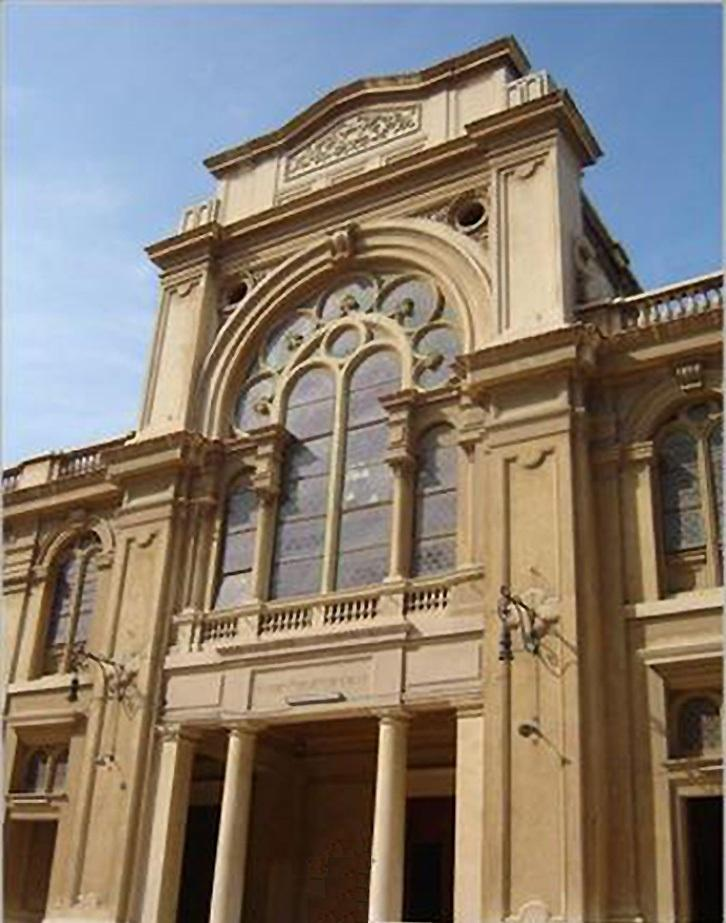